# Beauvezer
Beauvezer település Franciaországban, Alpes-de-Haute-Provence megyében. Lakosainak száma 387 fő (2022. január 1.). Beauvezer Colmars, Thorame-Basse, Thorame-Haute és Villars-Colmars községekkel határos.

## Népesség
A település népességének változása:
| Lakosok száma | 215  | 222  | 278  | 338  | 341  | 372  | 377  | 381  | 392  | 387  |
|               | 1968 | 1982 | 1999 | 2006 | 2011 | 2015 | 2017 | 2018 | 2020 | 2022 |